# ساراشینا نیکی

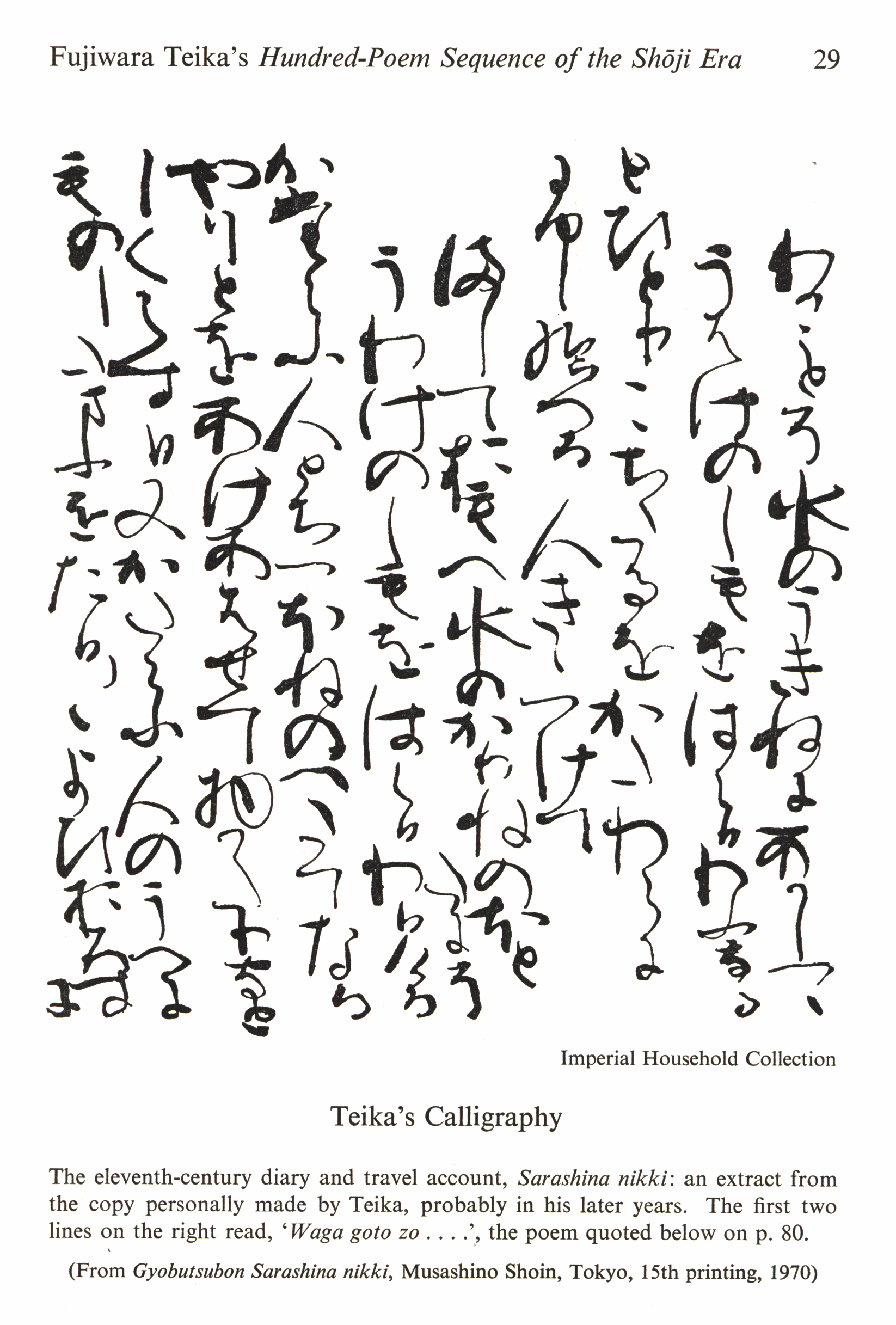
نسخه‌های خطی نوشته تیکا

ساراشینا نیکی (به ژاپنی: 更級日記, Sarashina Nikki)، خاطرات (شرح حال) نوشته شده توسط دختر تاکاسوئه،  ندیمه دوره هی‌آن ژاپن است. آثار او به دلیل توصیف سفرها و زیارت‌هایش برجسته است و در ادبیات آن دوره بی نظیر است و همچنین یکی از اولین‌ها در ژانر سفرنامه‌نویسی است.